# Les Flibustiers
Ne doit pas être confondu avec Les Boucaniers (film, 1958).
Pour les articles homonymes, voir The Buccaneer.

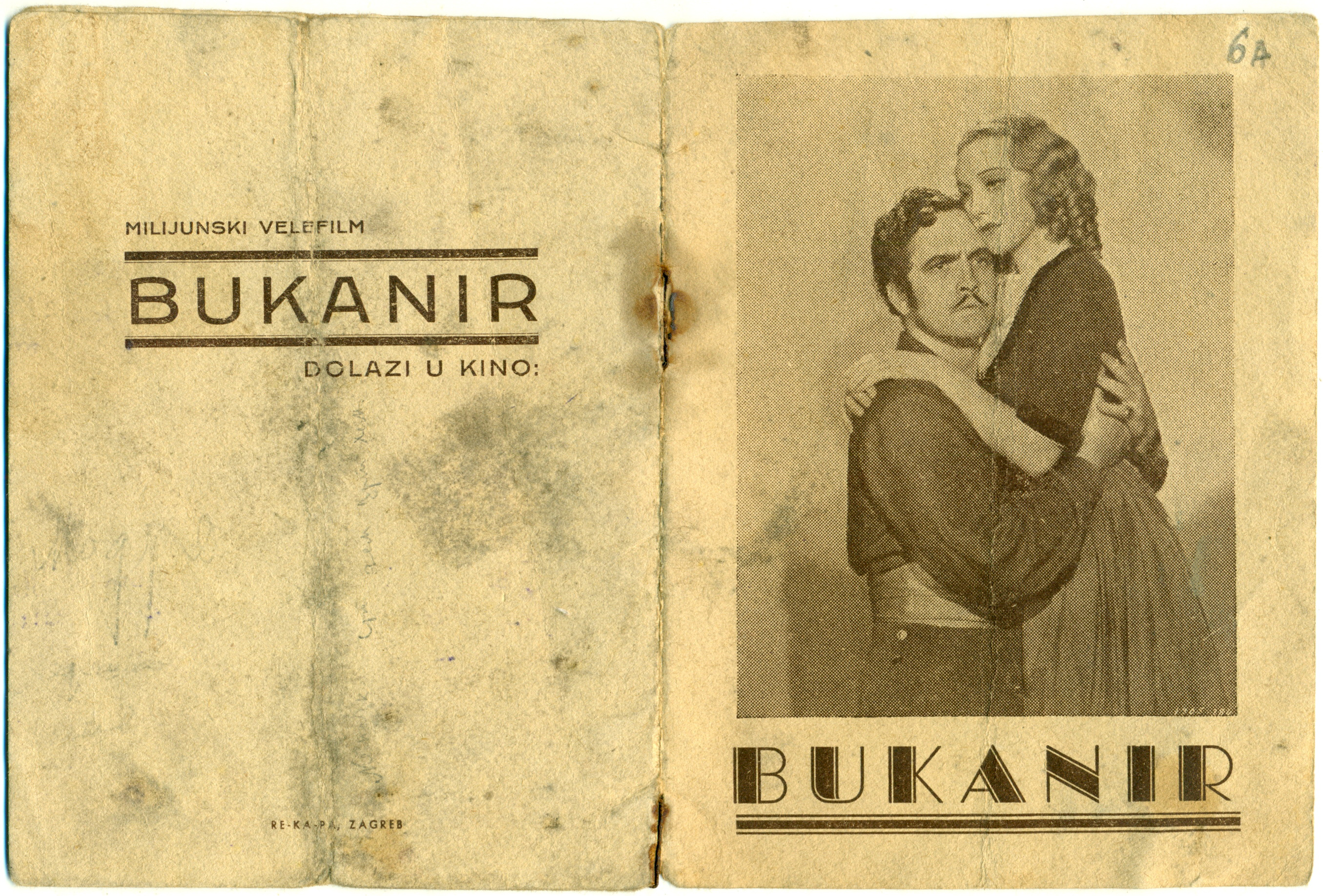
1940, programme original du film Les Flibustiers, projeté dans un cinéma local à Prilep, Macédoine (Royaume de Yougoslavie)

Les Flibustiers (The Buccaneer) est un film américain réalisé par Cecil B. DeMille, sorti en 1938. Il s'agit d'une adaptation du roman  Lafitte the Pirate de Lyle Saxon (en), lui-même inspiré de l'histoire vraie du corsaire Jean Laffite, qui s'illustra durant la bataille de La Nouvelle-Orléans (1815) lors de la seconde guerre d'indépendance. 

## Synopsis
Installé dans les bayous de La Nouvelle-Orléans, le pirate français Jean Laffite contrôle le commerce de toute la région tout en tentant de rester neutre dans le conflit qui oppose Américains et Britanniques. Les circonstances vont l'obliger à prendre parti et à s'engager au côté du général américain Andrew Jackson.

## Fiche technique
- Titre : Les Flibustiers
- Titre original : The Buccaneer
- Réalisation : Cecil B. DeMille, assisté d'Arthur Rosson
- Scénario : Edwin Justus Mayer, Harold Lamb (en), C. Gardner Sullivan et Jesse L. Lasky Jr. (non crédité), d'après Laffite the Pirate de Lyle Saxon (en)
- Production : Cecil B. DeMille
- Société de production : Paramount Pictures
- Musique : George Antheil, Gerard Carbonara (non crédité) et Milan Roder (non crédité)
- Photographie : Victor Milner
- Costumes : Dwight Franklin, Natalie Visart et Dan Sayre Groesback (non crédité)
- Montage : Anne Bauchens
- Pays de production :  États-Unis
- Format : Noir et blanc - Mono - 35 mm
- Genre : Aventure
- Durée : 124 minutes
- Dates de sortie : 
  - États-Unis : 7 janvier 1938 (première mondiale à La Nouvelle-Orléans,  Louisiane), 4 février 1938 (sortie nationale)
  - France : 10 mars 1938
- Affiche : Boris Grinsson (France)

## Distribution
- Fredric March (VF : René Fleur) : Jean Lafitte
- Franciska Gaal (VF : Lita Recio) : Gretchen
- Akim Tamiroff : Dominique You
- Margot Grahame : Annette de Remy
- Walter Brennan : Ezra Peavey
- Ian Keith : le sénateur William Harris Crawford
- Anthony Quinn : Renato Beluche
- Douglass Dumbrille : le gouverneur William C. C. Claiborne
- Beulah Bondi : Tante Charlotte
- Robert Barrat : le capitaine Brown
- Montagu Love : l'amiral George Cockburn
- Gilbert Emery : le capitaine Lockyer
- Evelyn Keyes : Madeleine
- Lina Basquette : Roxanne
- Luana Walters : Suzette
- Barry Norton : Villere
- Alphonse Martell : le major Latour
- Richard Denning : le capitaine Reid
- Francis McDonald : Camden Blount
- George Reed : Nicodemus
- Davison Clark : Colonel Butler

Acteurs non crédités
- Ed Brady : un adjoint de Jackson
- Lane Chandler : un pirate
- André Cheron : un marchand français
- Ethel Clayton : une femme choisissant des parfums
- James Flavin : le sergent britannique
- Ralph Lewis : une personnalité
- Monte Montague : un pirate
- Charles Trowbridge : Daniel Carroll
- Harry Woods : le sergent américain
- William McCall